# Westkapelle (Paesi Bassi)

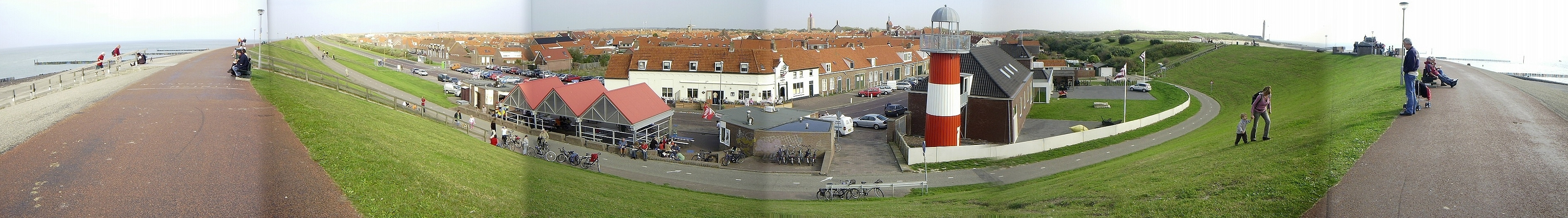
Zelanda (Paesi Bassi): veduta panoramica di Westkapelle

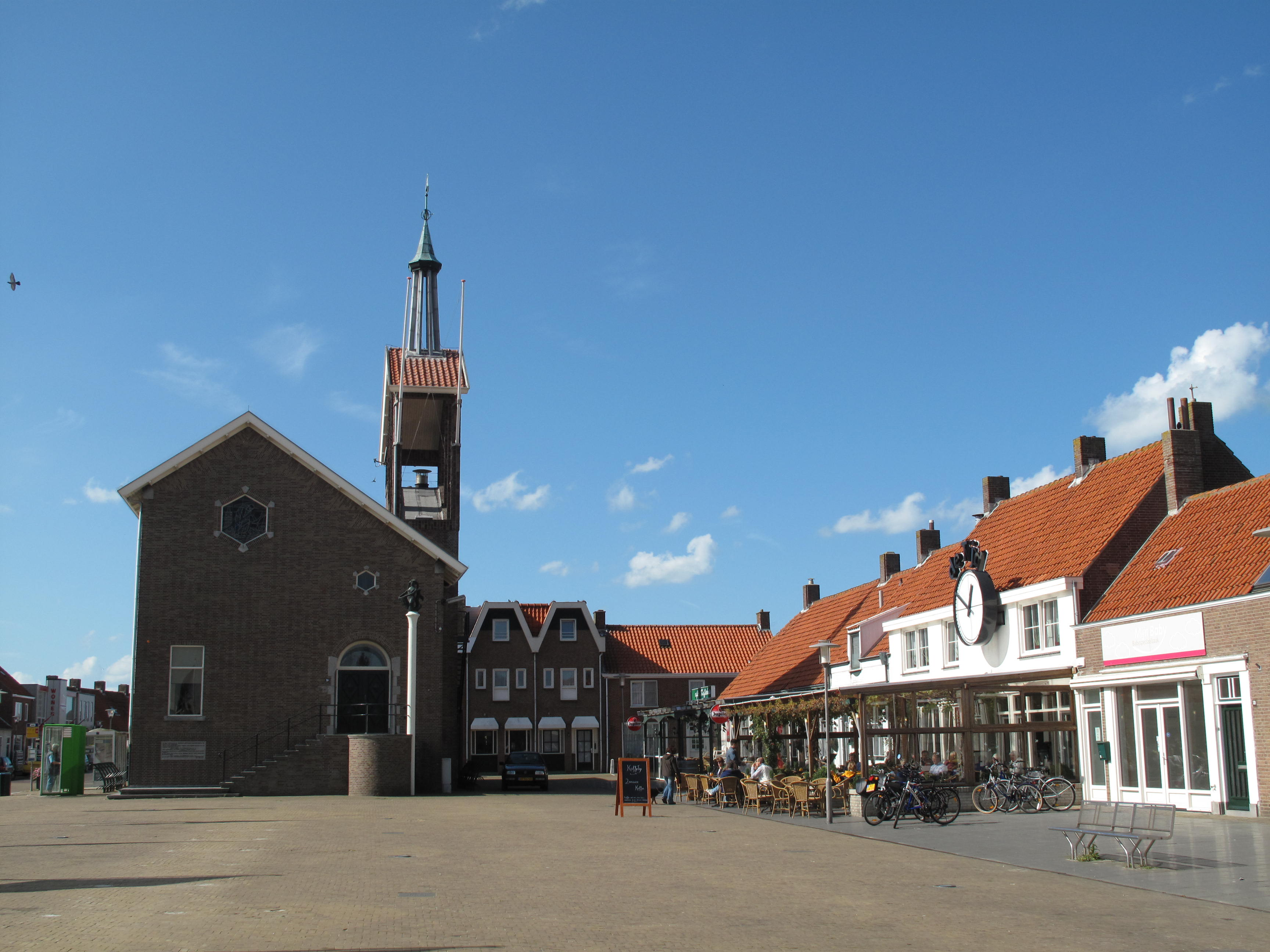
La piazza principale di Westkapelle

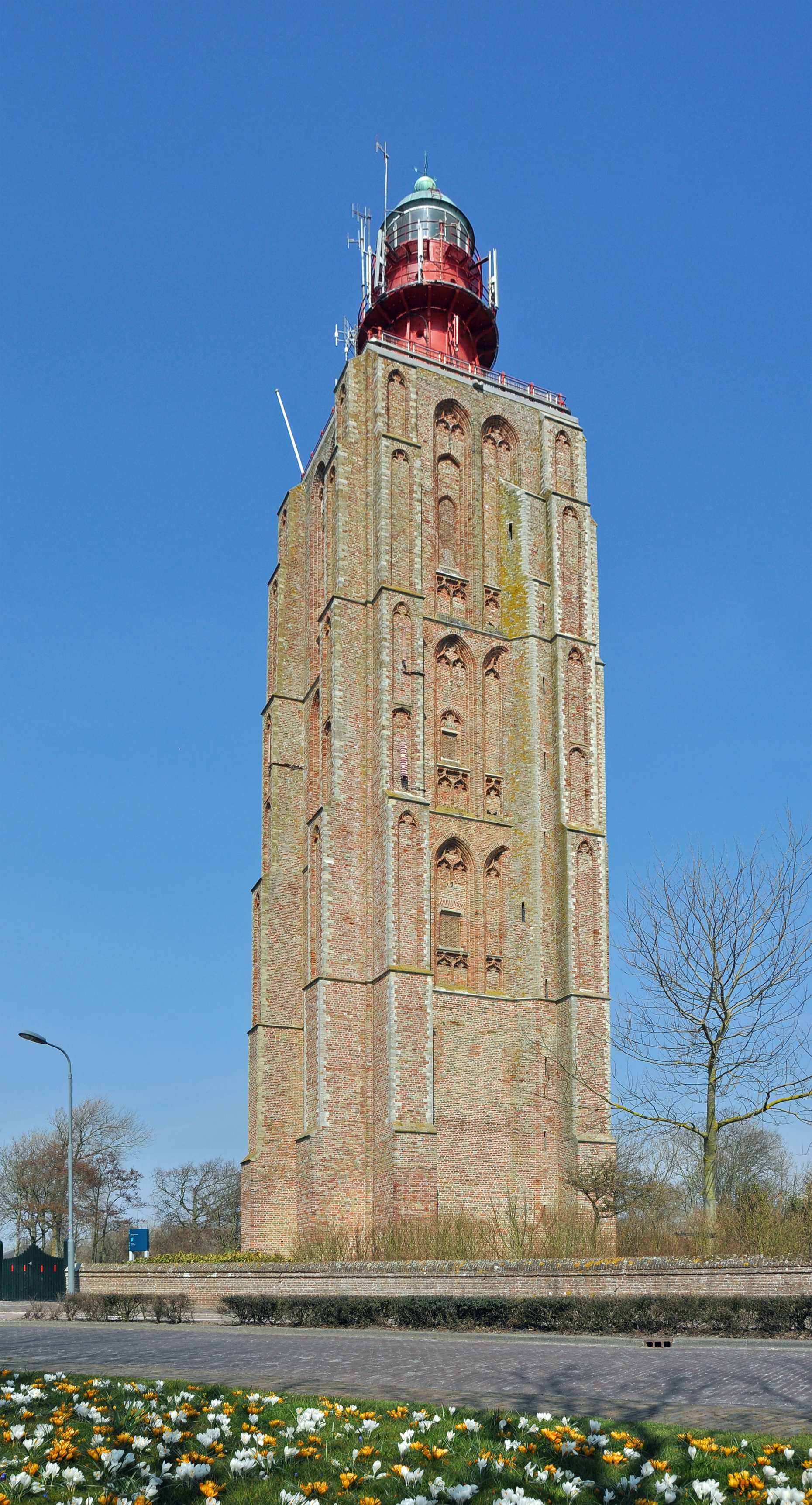
Il faro alto di Westkapelle

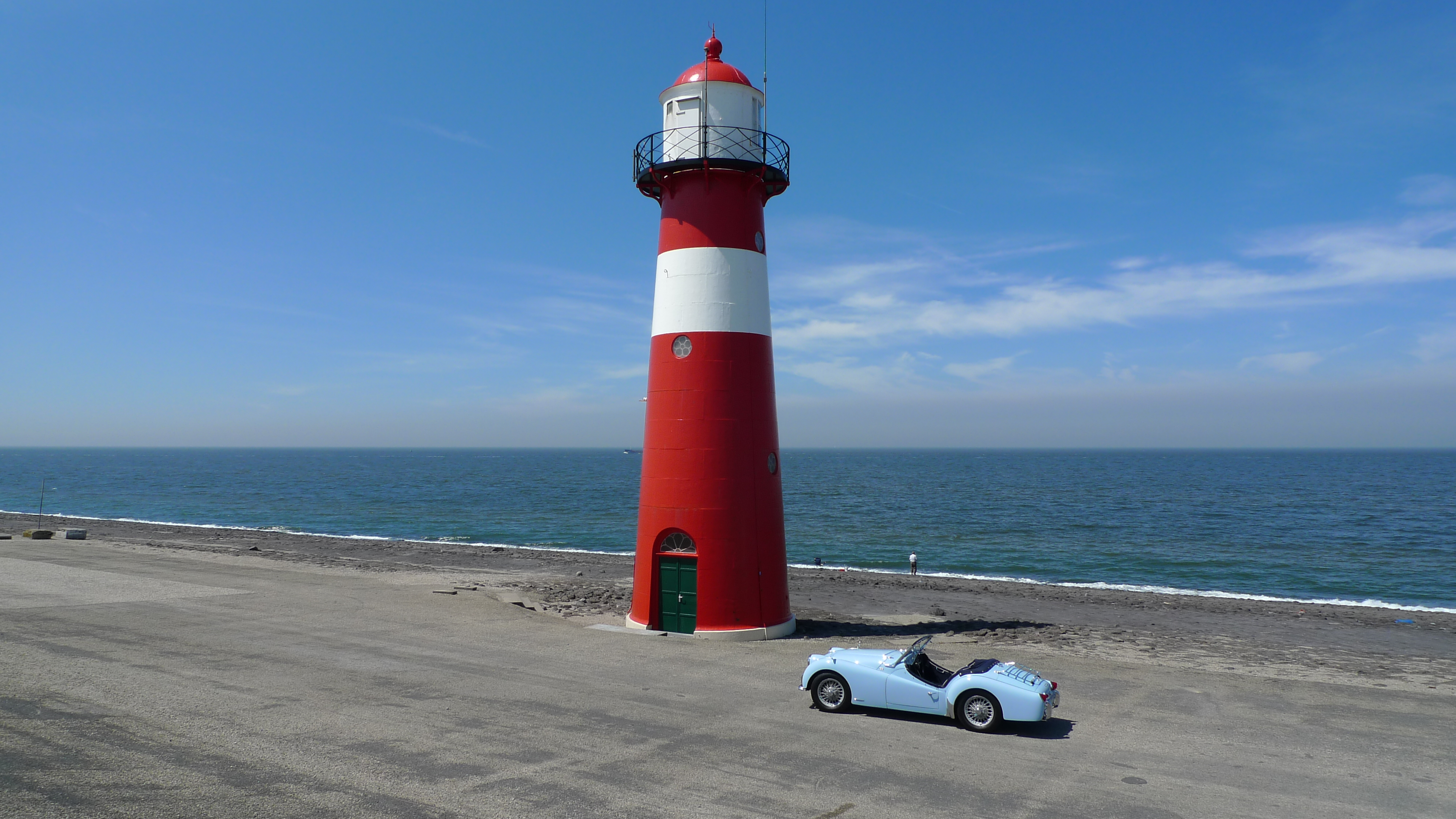
Il faro basso di Westkapelle

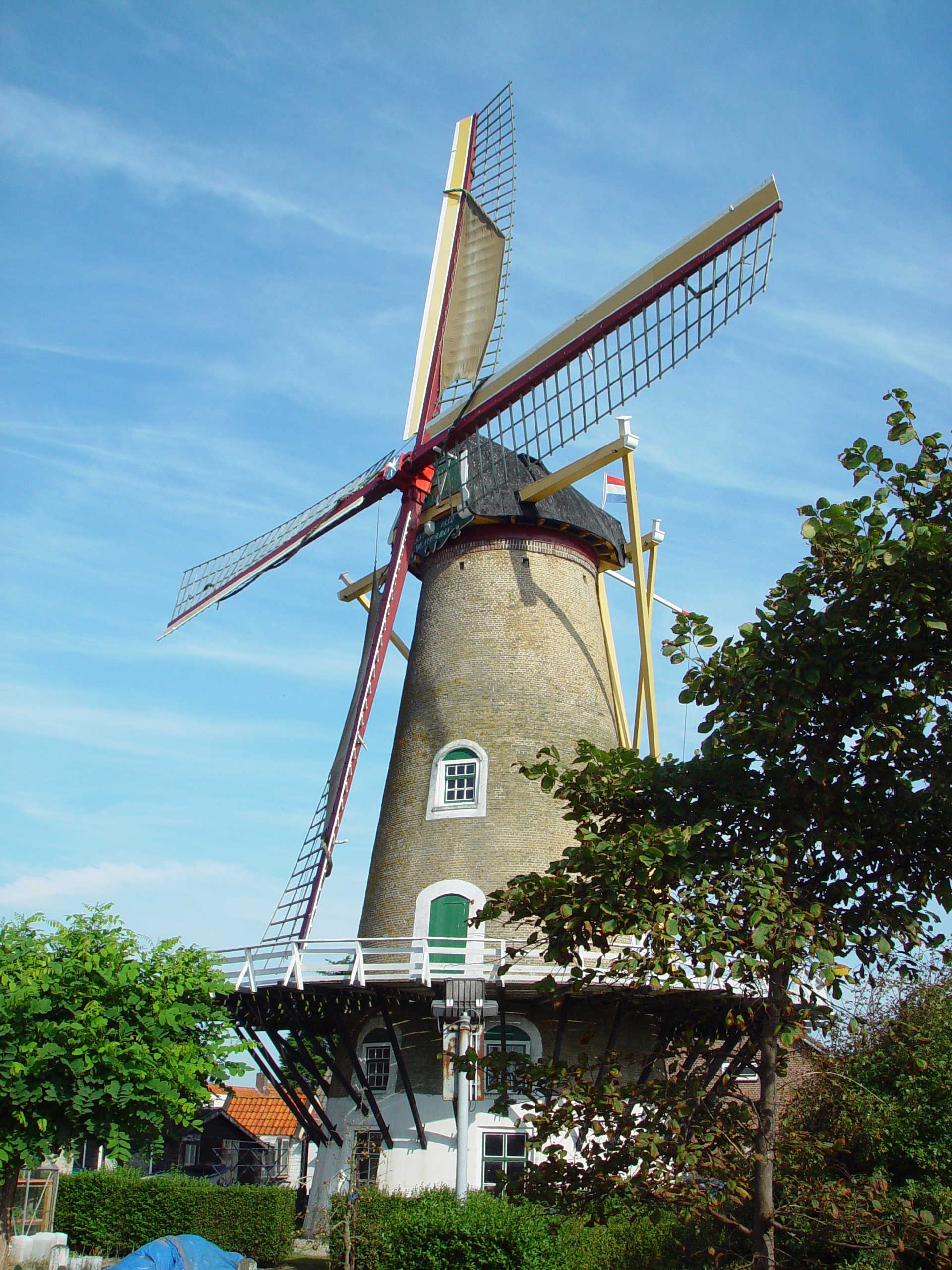
Il mulino De Norman

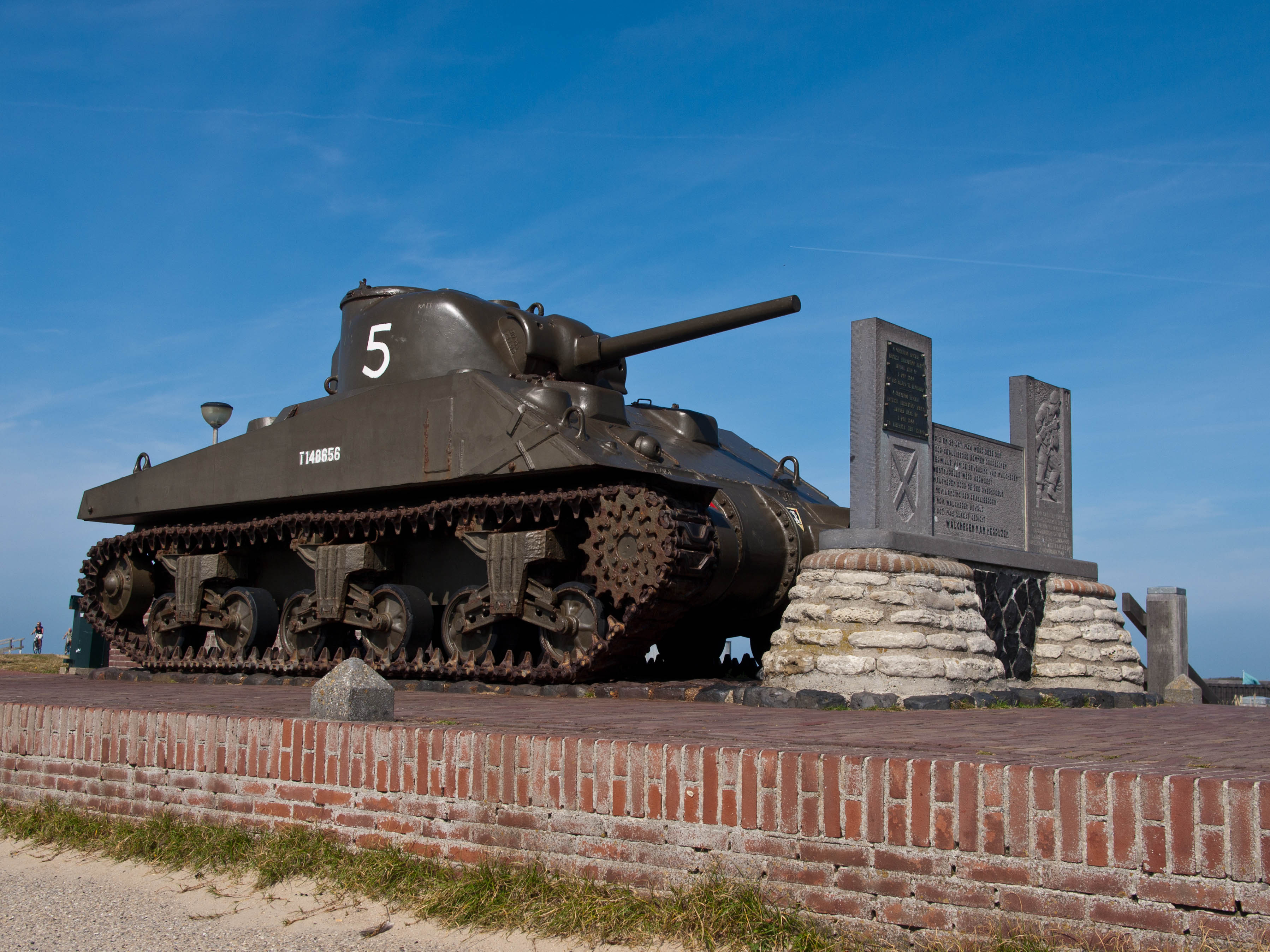
Carro armato in ricordo della seconda guerra mondiale a Westkapelle

Westkapelle (nel dialetto locale: Wasschappel; 2.700 ab. ca.) è un villaggio sul Mare del Nord del sud-ovest dei Paesi Bassi, facente parte della provincia della Zelanda e situato nell'ex-isola di Walcheren  (la parte centro-occidentale della provincia). Dal punto di vista amministrativo, si tratta di un ex-comune, accorpato dal 1997  alla municipalità di Veere  .

## Etimologia
Il toponimo Westkapelle, attestato storicamente come West-Kapelle, Westcapella (XII e XVII secolo) e Westcappelle (XIII secolo), è formato nella sua seconda parte dal termine medio-olandese cappelle, che significa "cappella", "piccola chiesa"; a questo è stato aggiunto il termine west "ovest" per distinguere la località da Oostkapelle. Il nome deriva probabilmente da una cappella eretta in loco nell'XI secolo.

## Geografia fisica

### Collocazione
Westkapelle si trova nell'estremità occidentale dell'ex-isola di Walcheren, a nord-ovest di Zoutelande e tra le località di Domburg e Middelburg/Flessinga (rispettivamente a sud/sud-ovest della prima e a nord-ovest delle seconde).

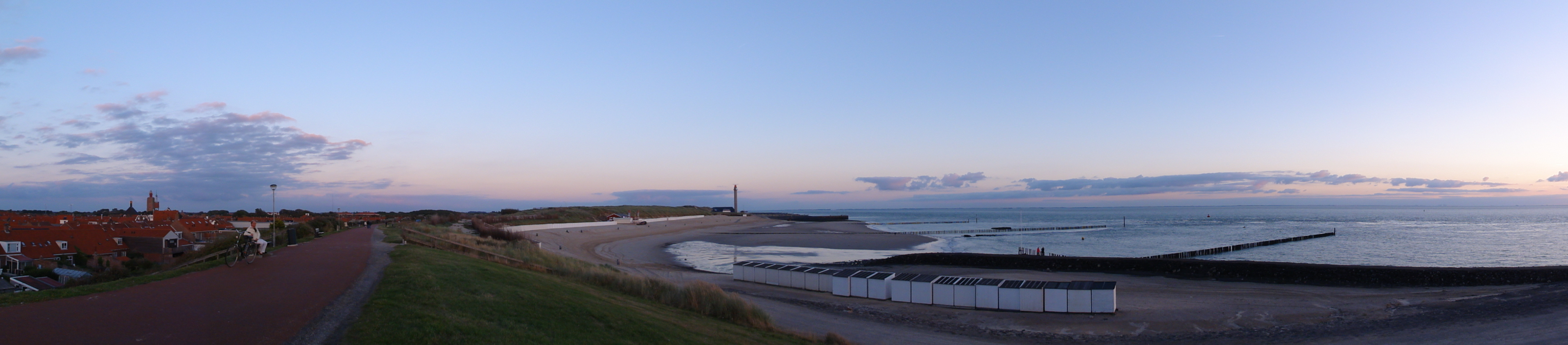
Diga e spiaggia di Westkapelle

### Suddivisione amministrativa
Buurtschappen
- Poppekerke[1]

## Società

### Evoluzione demografica
Al censimento del 2012, Westkapelle contava una popolazione pari a 2.710 abitanti.

### Lingue e dialetti
A Westkapelle si parla un dialetto dello zelandese, in cui compaiono diverse parole ed espressioni arcaiche.

## Storia
Westkapelle si sviluppò a partire dall'XI secolo come villaggio dedito alla pesca e ai commerci.
Nel 1070 fu costruita come edificio dipendente dalla chiesa di San Martino di Middelburg una cappella.
Nel 1223, Floris IV, conte di Olanda e Zelanda, concesse a Westkapelle lo status di città.
Fino al XV secolo, la località era protetta dal mare dalle alte dune, in seguito spazzate via. Nel 1458 fu così costruita una diga.
Nel 1870, coloro che lavoravano alla diga si organizzarono in una sorta di sindacato chiamato Eensgezindheid.
Nel 1914, nel corso delle manifestazioni contro la prima guerra mondiale, fu fatta esplodere una mina lungo la diga di Westkapelle: l'esplosione costò la vita a numerose persone.
Nel 1940, nel corso della seconda guerra mondiale, la località fu occupate dalle truppe tedesche.
Nelle giornate del 3, 17 e 29 ottobre 1944, la diga situata nella parte meridionale del villaggio fu bombardata dalle truppe britanniche, in modo tale da liberare l'ex-isola di Walcheren dall'occupazione tedesca. L'azione bellica costò la vita a 180 abitanti di Westkapelle.
|  |

Nel 2012, Westkapelle balzò suo malgrado alle cronache, in quanto furono resi noti gli abusi che erano stati compiuti per anni da un pedofilo ai danni di alcuni ragazzini del posto.

## Stemma
Lo stemma di Westkapelle è ornato da una corona e presenta uno sfondo blu con tre torri al suo interno e con una riga gialla orizzontale nella parte inferiore.

## Architettura
Westkapelle conta 7 edifici classificati come rijksmonumenten.

### Edifici e luoghi d'interesse

#### Faro alto di Westkapelle
Tra gli edifici principali del villaggio, figura il faro alto (Hoog) di Westkapelle, eretto intorno al 1458, in sostituzione di un faro risalente al 1370 e crollato nel 1398. Il faro assolse alla funzione di campanile di una chiesa, finché quest'ultima fu demolita.
Il faro fu notevolmente restaurato tra il 1924 e il 1934.

#### Faro basso di Westkapelle
A Westkapelle si trova un altro faro, chiamato Laag, cioè "basso", per distinguerlo dall'altro, e risalente al 1875. Fu progettato dal noto architetto olandese Quirinus Harder.
|  |

#### Mulino De Norman
Altro edificio d'interesse è il mulino De Norman, risalente al 1852.

## Westkapelle nell'arte
- Westkapelle è raffigurata nel quadro di Piet Mondrian Faro a Westkapelle, risalente al 1909[12]